# Harold e Dorothy Smith
Harold Smith (Ramsgate, 5 aprile 1889 – Ramsgate, 1975) e
Dorothy Smith (Ramsgate, 1891 – 1964) sono stati, assieme ai fratelli Williamson, i primi attori bambini della storia del cinema a recitare con continuità davanti alla macchina da presa.

## Biografia
I bambini sono una presenza costante nel cinema fin dalle origini. Già nei primissimi cortometraggi realizzati dai Louis e Auguste Lumière si possono vedere immagini delle figlie di Auguste Andrée e Suzanne Lumière e dei loro nipoti Marcel e Madeleine Koehler (e di figli di amici e dipendenti). Il primato di essere il primo attore bambino, chiamato non semplicemente ad essere ripreso in scene di vita quotidiana ma ad interpretare una storia davanti alla macchina da presa secondo un copione prestabilito, spetta a Benoît Duval nel filmato L'innaffiatore innaffiato (L'arroseur arrosé, 1895) dei fratelli Lumière. Per il piccolo Duval tuttavia si trattò solo di un'esperienza occasionale.
Con i fratelli Alan e Colin Williamson e i fratelli Harold e Dorothy Smith accade per la prima volta qualcosa di diverso, perché l'impegno di recitare storie a soggetto diventa continuativo. I loro padri, James Williamson e George Albert Smith era amici e colleghi, tra i pionieri della cinematografia, esponenti della Scuola di Brighton. Entrambi dall'estate del 1898 decisero di coinvolgere i loro figli nella realizzazione dei loro cortometraggi. Alain e Colin Williamson e Harold e Dorothy Smith divennero così i primi attori bambini della storia del cinema.
Harold e Dorothy compaiono in coppia in due cortometraggi (Santa Claus, 1898; The House That Jack Built, 1900) e quindi separatamente in altre due pellicole (Harold in Grandma's Reading Glass, 1900; e Dorothy in Dorothy's Dream, 1903), sempre sotto la direzione del padre. Nel primo documentario compare anche la loro madre, Laura Bayley, anch'essa frequentemente coinvolta come attrice dal marito.
Né Harold né Dorothy continueranno da adulti la carriera attoriale.

## Filmografia
- Santa Claus, regia di George Albert Smith (1898) - Harold & Dorothy
- The House That Jack Built, regia di George Albert Smith (1900) - Harold & Dorothy
- Grandma's Reading Glass, regia di George Albert Smith (1900) - Harold
- Dorothy's Dream, regia di George Albert Smith (1903) - Dorothy